# Platyptilia eberti
Platyptilia eberti is een schubvleugelige uit de familie der vedermotten die voorkomt in de Filipijnen. Deze soort is alleen bekend van het holotype, een vrouwtje dat in 1997 is gevangen in de barangay Malico van de gemeente Santa Fe in de provincie Nueva Vizcaya op Luzon. De soort is genoemd naar W. Ebert, die de soort mede ontdekte. Deze mot komt in november voor. De vleugelspanwijdte bedraagt 17 mm. Het dier is grotendeels bruin en bruingrijs van kleur en kan worden onderscheiden van andere soorten door de vorm van de geslachtsdelen en het vage kleurpatroon op de vleugels.